# Josh Magennis
Joshua Brendan David (Josh) Magennis (Bangor, 15 augustus 1990) is een Noord-Iers voetballer die doorgaans speelt als spits. In juli 2024 verruilde hij Wigan Athletic voor Exeter City. Magennis maakte in 2010 zijn debuut in het Noord-Iers voetbalelftal.

## Clubcarrière
Magennis begon zijn carrière in de jeugd van Bryansburn Rangers en via Lisburn Distillery en Glentoran kwam hij terecht bij Cardiff City. Bij die club ondertekende hij ook zijn eerste professionele verbintenis, in april 2009. Zijn debuut maakte de Noord-Ier op 8 augustus van datzelfde jaar, toen door twee doelpunten van Michael Chopra en een van zowel Jay Bothroyd als Peter Whittingham met 4–0 gewonnen werd van Scunthorpe United. Magennis mocht in de blessuretijd invallen voor Bothroyd. Nadat Ross McCormack terugkeerde van diens blessure, was er minder zicht op speeltijd voor Magennis. In oktober 2009 werd hij voor één maand op huurbasis gestald bij Grimsby Town. Aan het einde van het seizoen 2009/10 was Magennis een van de zes spelers van wie het contract niet verlengd zou worden.
Na zijn vertrek bij Cardiff tekende de spits voor de duur van twee seizoenen bij Aberdeen. bIJ Aberdeen speelde hij veelvuldig als rechterverdediger en hierdoor kwam hij ook minder aan scoren toe. In mei 2012 verlengde Magennis zijn verbintenis bij de Schotse club met twee seizoenen. In januari 2014 werd hij voor een half jaar verhuurd aan St. Mirren. Voor die club speelde hij dertien wedstrijden. Na afloop van zijn hernieuwde verbintenis verliet Magennis Aberdeen ook.
In de zomer van 2014 tekende Magennis een contract bij Kilmarnock, voor de duur van drie seizoenen. In zijn eerste seizoen speelde hij iedere wedstrijd van Kilmarnock en hij kwam tot acht competitiedoelpunten. De jaargang erop scoorde hij tienmaal in vierendertig wedstrijden, waarmee hij interesse opwekte van andere clubs. In de zomer van 2016 verkaste Magennis naar Charlton Athletic, waar hij zijn handtekening zette onder een verbintenis voor de duur van twee seizoenen. Twee seizoenen op rij wist de Noord-Ierse aanvaller tot tien competitiedoelpunten te komen. Magennis verkaste medio 2018 voor circa tweehonderdduizend euro naar Bolton Wanderers, waar hij voor anderhalf jaar tekende. Een jaar na zijn komst degradeerde Bolton uit het Championship en hierop nam Hull City de aanvaller over. Met Hull degradeerde hij ook, waarop hij achttien doelpunten maakte in de League One. Met een kampioenschap op dat niveau keerde Magennis terug in het Championship. In januari 2022 verkaste hij naar Wigan Athletic, dat hem een contract voor tweeënhalf jaar voorschotelde. Na afloop van dit contract nam Exeter City de aanvaller over.

## Clubstatistieken
| Seizoen | Club              | Competitie   | Competitie | Competitie | Beker | Beker | Internationaal | Internationaal | Totaal | Totaal |
| Seizoen | Club              | Competitie   | Wed.       | Dlp.       | Wed.  | Dlp.  | Wed.           | Dlp.           | Wed.   | Dlp.   |
| ------- | ----------------- | ------------ | ---------- | ---------- | ----- | ----- | -------------- | -------------- | ------ | ------ |
| 2009/10 | Cardiff City      | Championship | 9          | 0          | 1     | 1     | —              | —              | 10     | 1      |
| 2009/10 | → Grimsby Town    | League Two   | 2          | 0          | 0     | 0     | —              | —              | 2      | 0      |
| 2010/11 | Aberdeen          | Premiership  | 29         | 3          | 7     | 1     | —              | —              | 36     | 4      |
| 2011/12 | Aberdeen          | Premiership  | 23         | 1          | 4     | 0     | —              | —              | 27     | 1      |
| 2012/13 | Aberdeen          | Premiership  | 35         | 5          | 5     | 1     | —              | —              | 40     | 6      |
| 2013/14 | Aberdeen          | Premiership  | 18         | 1          | 2     | 0     | —              | —              | 20     | 1      |
| 2013/14 | → St. Mirren      | Premiership  | 13         | 0          | 0     | 0     | —              | —              | 13     | 0      |
| 2014/15 | Kilmarnock        | Premiership  | 38         | 8          | 3     | 0     | —              | —              | 41     | 8      |
| 2015/16 | Kilmarnock        | Premiership  | 34         | 10         | 5     | 2     | —              | —              | 39     | 12     |
| 2016/17 | Kilmarnock        | Premiership  | 0          | 0          | 4     | 0     | —              | —              | 4      | 0      |
| 2016/17 | Charlton Athletic | League One   | 39         | 10         | 2     | 0     | —              | —              | 41     | 10     |
| 2017/18 | Charlton Athletic | League One   | 44         | 10         | 3     | 0     | —              | —              | 47     | 10     |
| 2018/19 | Bolton Wanderers  | Championship | 42         | 4          | 3     | 3     | —              | —              | 45     | 7      |
| 2019/20 | Hull City         | Championship | 29         | 4          | 3     | 1     | —              | —              | 32     | 5      |
| 2020/21 | Hull City         | League One   | 40         | 18         | 4     | 1     | —              | —              | 44     | 19     |
| 2021/22 | Hull City         | Championship | 19         | 2          | 0     | 0     | —              | —              | 19     | 2      |
| 2021/22 | Wigan Athletic    | League One   | 17         | 3          | 2     | 0     | —              | —              | 19     | 3      |
| 2022/23 | Wigan Athletic    | Championship | 36         | 1          | 1     | 0     | —              | —              | 37     | 1      |
| 2023/24 | Wigan Athletic    | League One   | 36         | 7          | 6     | 3     | —              | —              | 42     | 10     |
| 2024/25 | Exeter City       | League One   | 40         | 6          | 6     | 6     | —              | —              | 46     | 12     |
| Totaal  | Totaal            | Totaal       | 543        | 93         | 61    | 19    | 0              | 0              | 604    | 112    |

Bijgewerkt op 8 mei 2025.

## Interlandcarrière
Magennis maakte zijn debuut in het Noord-Iers voetbalelftal op 26 mei 2010, toen door doelpunten van Sercan Yıldırım en Semih Şentürk met 0–2 verloren werd van Turkije. Hij moest van bondscoach Nigel Worthington starten als wisselspeler. In de eenenzestigste minuut betrad hij het veld als vervanger van Rory Patterson. De andere debutanten dit duel waren Jamie Mulgrew (Linfield), Kevin Braniff (Portadown), Johnny Gorman (Wolverhampton Wanderers), Rory McArdle (Aberdeen) en Michael Bryan (Watford). In 2010 speelde de aanvaller drie interlands, maar daarna werd hij niet opgeroepen tot 2013. Zijn eerste doelpunt viel te noteren op 8 oktober 2015. Op die dag werd in eigen huis gespeeld tegen Griekenland. Steven Davis zette de Noord-Ieren op voorsprong en vier minuten na rust tekende Magennis met een rake kopbal voor de 2–0. Door een tweede doelpunt van Davis en een van Christos Aravidis werd het uiteindelijk 3–1. Door deze overwinning verzekerde Noord-Ierland zich van deelname aan het EK 2016, het eerste eindtoernooi ooit voor de Britten.
Door bondscoach Michael O'Neill werd hij opgenomen in de voorselectie voor het EK. Uiteindelijk haalde Magennis de definitieve selectie ook. Op het EK speelde de aanvaller in drie van de vier wedstrijden van de Noord-Ieren mee. Uiteindelijk werd de debutant in de achtste finale uitgeschakeld door Wales.
| Interlands van Josh Magennis voor Noord-Ierland | Interlands van Josh Magennis voor Noord-Ierland | Interlands van Josh Magennis voor Noord-Ierland | Interlands van Josh Magennis voor Noord-Ierland | Interlands van Josh Magennis voor Noord-Ierland | Interlands van Josh Magennis voor Noord-Ierland | Interlands van Josh Magennis voor Noord-Ierland |
| №                                               | Datum                                           | Wedstrijd                                       | Uitslag                                         | Competitie                                      | Goals                                           |                                                 |
| Als speler bij Cardiff City                     | Als speler bij Cardiff City                     | Als speler bij Cardiff City                     | Als speler bij Cardiff City                     | Als speler bij Cardiff City                     | Als speler bij Cardiff City                     | Als speler bij Cardiff City                     |
| ----------------------------------------------- | ----------------------------------------------- | ----------------------------------------------- | ----------------------------------------------- | ----------------------------------------------- | ----------------------------------------------- | ----------------------------------------------- |
| 1                                               | 26 mei 2010                                     | Noord-Ierland – Turkije                         | 0 – 2                                           | Vriendschappelijk                               |                                                 |                                                 |
| 2                                               | 30 mei 2010                                     | Chili – Noord-Ierland                           | 1 – 0                                           | Vriendschappelijk                               |                                                 |                                                 |
| Als speler bij Aberdeen                         |                                                 |                                                 |                                                 |                                                 |                                                 |                                                 |
| 3                                               | 17 november 2010                                | Noord-Ierland – Marokko                         | 1 – 1                                           | Vriendschappelijk                               |                                                 |                                                 |
| 4                                               | 6 februari 2013                                 | MLT – Noord-Ierland                             | 0 – 0                                           | Vriendschappelijk                               |                                                 |                                                 |
| 5                                               | 26 maart 2013                                   | Noord-Ierland – Israël                          | 0 – 2                                           | WK 2014 kwalificatie                            |                                                 |                                                 |
| 6                                               | 30 mei 2014                                     | Uruguay – Noord-Ierland                         | 1 – 0                                           | Vriendschappelijk                               |                                                 |                                                 |
| 7                                               | 4 juni 2014                                     | Chili – Noord-Ierland                           | 2 – 0                                           | Vriendschappelijk                               |                                                 |                                                 |
| Als speler bij Kilmarnock                       |                                                 |                                                 |                                                 |                                                 |                                                 |                                                 |
| 8                                               | 11 oktober 2014                                 | Noord-Ierland – Faeröer                         | 2 – 0                                           | EK 2016 kwalificatie                            |                                                 |                                                 |
| 9                                               | 14 oktober 2014                                 | Griekenland – Noord-Ierland                     | 0 – 2                                           | EK 2016 kwalificatie                            |                                                 |                                                 |
| 10                                              | 25 maart 2015                                   | Schotland – Noord-Ierland                       | 1 – 0                                           | Vriendschappelijk                               |                                                 |                                                 |
| 11                                              | 29 maart 2015                                   | Noord-Ierland – Finland                         | 2 – 1                                           | EK 2016 kwalificatie                            |                                                 |                                                 |
| 12                                              | 31 mei 2015                                     | Noord-Ierland – Qatar                           | 1 – 1                                           | Vriendschappelijk                               |                                                 |                                                 |
| 13                                              | 4 september 2015                                | Faeröer – Noord-Ierland                         | 1 – 3                                           | EK 2016 kwalificatie                            |                                                 |                                                 |
| 14                                              | 7 september 2015                                | Noord-Ierland – Hongarije                       | 1 – 1                                           | EK 2016 kwalificatie                            |                                                 |                                                 |
| 15                                              | 8 oktober 2015                                  | Noord-Ierland – Griekenland                     | 3 – 1                                           | EK 2016 kwalificatie                            | 49'                                             |                                                 |
| 16                                              | 11 oktober 2015                                 | Finland – Noord-Ierland                         | 1 – 1                                           | EK 2016 kwalificatie                            |                                                 |                                                 |
| 17                                              | 13 november 2015                                | Noord-Ierland – Letland                         | 1 – 0                                           | Vriendschappelijk                               |                                                 |                                                 |
| 18                                              | 28 maart 2016                                   | Noord-Ierland – Slovenië                        | 1 – 0                                           | Vriendschappelijk                               |                                                 |                                                 |
| 19                                              | 4 juni 2016                                     | Slowakije – Noord-Ierland                       | 0 – 0                                           | Vriendschappelijk                               |                                                 |                                                 |
| 20                                              | 16 juni 2016                                    | Oekraïne – Noord-Ierland                        | 0 – 2                                           | EK 2016                                         |                                                 |                                                 |
| 21                                              | 21 juni 2016                                    | Noord-Ierland – Duitsland                       | 0 – 1                                           | EK 2016                                         |                                                 |                                                 |
| 22                                              | 25 juni 2016                                    | Wales – Noord-Ierland                           | 1 – 0                                           | EK 2016                                         |                                                 |                                                 |
| Als speler bij Charlton Athletic                |                                                 |                                                 |                                                 |                                                 |                                                 |                                                 |
| 23                                              | 4 september 2016                                | Tsjechië – Noord-Ierland                        | 0 – 0                                           | WK 2018 kwalificatie                            |                                                 |                                                 |
| 24                                              | 8 oktober 2016                                  | Noord-Ierland – San Marino                      | 4 – 0                                           | WK 2018 kwalificatie                            |                                                 |                                                 |
| 25                                              | 11 oktober 2016                                 | Duitsland – Noord-Ierland                       | 2 – 0                                           | WK 2018 kwalificatie                            |                                                 |                                                 |
| 26                                              | 11 november 2016                                | Noord-Ierland – Azerbeidzjan                    | 4 – 0                                           | WK 2018 kwalificatie                            |                                                 |                                                 |
| 27                                              | 15 november 2016                                | Noord-Ierland – Kroatië                         | 0 – 3                                           | Vriendschappelijk                               |                                                 |                                                 |
| 28                                              | 2 juni 2017                                     | Noord-Ierland – Nieuw-Zeeland                   | 1 – 0                                           | Vriendschappelijk                               |                                                 |                                                 |
| 29                                              | 10 juni 2017                                    | Azerbeidzjan – Noord-Ierland                    | 0 – 1                                           | WK 2018 kwalificatie                            |                                                 |                                                 |
| 30                                              | 1 september 2017                                | San Marino – Noord-Ierland                      | 0 – 3                                           | WK 2018 kwalificatie                            | 70', 75'                                        |                                                 |
| 31                                              | 4 september 2017                                | Noord-Ierland – Tsjechië                        | 2 – 0                                           | WK 2018 kwalificatie                            |                                                 |                                                 |
| 32                                              | 5 oktober 2017                                  | Noord-Ierland – Duitsland                       | 1 – 3                                           | WK 2018 kwalificatie                            | 90+3'                                           |                                                 |
| 33                                              | 8 oktober 2017                                  | Noorwegen – Noord-Ierland                       | 1 – 0                                           | WK 2018 kwalificatie                            |                                                 |                                                 |
| 34                                              | 9 november 2017                                 | Noord-Ierland – Zwitserland                     | 0 – 1                                           | WK 2018 kwalificatie                            |                                                 |                                                 |
| 35                                              | 12 november 2017                                | Zwitserland – Noord-Ierland                     | 0 – 0                                           | WK 2018 kwalificatie                            |                                                 |                                                 |
| 36                                              | 24 maart 2018                                   | Noord-Ierland – Zuid-Korea                      | 2 – 1                                           | Vriendschappelijk                               |                                                 |                                                 |
| 37                                              | 29 mei 2018                                     | Panama – Noord-Ierland                          | 0 – 0                                           | Vriendschappelijk                               |                                                 |                                                 |
| 38                                              | 3 juni 2018                                     | Costa Rica – Noord-Ierland                      | 3 – 0                                           | Vriendschappelijk                               |                                                 |                                                 |
| Als speler bij Bolton Wanderers                 |                                                 |                                                 |                                                 |                                                 |                                                 |                                                 |
| 39                                              | 12 oktober 2018                                 | Oostenrijk – Noord-Ierland                      | 1 – 0                                           | Nations League 2018/19                          |                                                 |                                                 |
| 40                                              | 15 oktober 2018                                 | Bosnië en Herzegovina – Noord-Ierland           | 2 – 0                                           | Nations League 2018/19                          |                                                 |                                                 |
| 41                                              | 21 maart 2019                                   | Noord-Ierland – Estland                         | 2 – 0                                           | EK 2020 kwalificatie                            |                                                 |                                                 |
| 42                                              | 24 maart 2019                                   | Noord-Ierland – Wit-Rusland                     | 2 – 1                                           | EK 2020 kwalificatie                            | 87'                                             |                                                 |
| 43                                              | 8 juni 2019                                     | Estland – Noord-Ierland                         | 1 – 2                                           | EK 2020 kwalificatie                            | 80'                                             |                                                 |
| 44                                              | 11 juni 2019                                    | Wit-Rusland – Noord-Ierland                     | 0 – 1                                           | EK 2020 kwalificatie                            |                                                 |                                                 |
| Als speler bij Hull City                        |                                                 |                                                 |                                                 |                                                 |                                                 |                                                 |
| 45                                              | 5 september 2019                                | Noord-Ierland – Luxemburg                       | 1 – 0                                           | Vriendschappelijk                               |                                                 |                                                 |
| 46                                              | 9 september 2019                                | Noord-Ierland – Duitsland                       | 0 – 2                                           | EK 2020 kwalificatie                            |                                                 |                                                 |
| 47                                              | 10 oktober 2019                                 | Nederland – Noord-Ierland                       | 3 – 1                                           | EK 2020 kwalificatie                            | 75'                                             |                                                 |
| 48                                              | 14 oktober 2019                                 | Tsjechië – Noord-Ierland                        | 2 – 3                                           | Vriendschappelijk                               |                                                 |                                                 |
| 49                                              | 16 november 2019                                | Noord-Ierland – Nederland                       | 0 – 0                                           | EK 2020 kwalificatie                            |                                                 |                                                 |
| 50                                              | 19 november 2019                                | Duitsland – Noord-Ierland                       | 6 – 1                                           | EK 2020 kwalificatie                            |                                                 |                                                 |
| 51                                              | 4 september 2020                                | Roemenië – Noord-Ierland                        | 1 – 1                                           | Nations League 2020/21                          |                                                 |                                                 |
| 52                                              | 8 oktober 2020                                  | Bosnië en Herzegovina – Noord-Ierland           | 1 – 1                                           | EK 2020 kwalificatie                            |                                                 |                                                 |
| 53                                              | 11 oktober 2020                                 | Noord-Ierland – Oostenrijk                      | 0 – 1                                           | Nations League 2020/21                          |                                                 |                                                 |
| 54                                              | 14 oktober 2020                                 | Noorwegen – Noord-Ierland                       | 1 – 0                                           | Nations League 2020/21                          |                                                 |                                                 |
| 55                                              | 12 november 2020                                | Noord-Ierland – Slowakije                       | 1 – 2                                           | EK 2020 kwalificatie                            |                                                 |                                                 |
| 56                                              | 15 november 2020                                | Oostenrijk – Noord-Ierland                      | 2 – 1                                           | Nations League 2020/21                          | 75'                                             |                                                 |
| 57                                              | 18 november 2020                                | Noord-Ierland – Roemenië                        | 1 – 1                                           | Nations League 2020/21                          |                                                 |                                                 |
| 58                                              | 25 maart 2021                                   | Italië – Noord-Ierland                          | 2 – 0                                           | WK 2022 kwalificatie                            |                                                 |                                                 |
| 59                                              | 31 maart 2021                                   | Noord-Ierland – Bulgarije                       | 0 – 0                                           | WK 2022 kwalificatie                            |                                                 |                                                 |
| 60                                              | 30 mei 2021                                     | Malta – Noord-Ierland                           | 0 – 3                                           | Vriendschappelijk                               |                                                 |                                                 |
| 61                                              | 3 juni 2021                                     | Oekraïne – Noord-Ierland                        | 1 – 0                                           | Vriendschappelijk                               |                                                 |                                                 |
| 62                                              | 9 oktober 2021                                  | Zwitserland – Noord-Ierland                     | 2 – 0                                           | WK 2022 kwalificatie                            |                                                 |                                                 |
| 63                                              | 12 oktober 2021                                 | Bulgarije – Noord-Ierland                       | 2 – 1                                           | WK 2022 kwalificatie                            |                                                 |                                                 |
| 64                                              | 12 november 2021                                | Noord-Ierland – Litouwen                        | 1 – 0                                           | WK 2022 kwalificatie                            |                                                 |                                                 |
| 65                                              | 15 november 2021                                | Noord-Ierland – Italië                          | 0 – 0                                           | WK 2022 kwalificatie                            |                                                 |                                                 |
| Als speler bij Wigan Athletic                   |                                                 |                                                 |                                                 |                                                 |                                                 |                                                 |
| 66                                              | 25 maart 2022                                   | Luxemburg – Noord-Ierland                       | 1 – 3                                           | Vriendschappelijk                               | 16'                                             |                                                 |
| 67                                              | 29 maart 2022                                   | Noord-Ierland – Hongarije                       | 0 – 1                                           | Vriendschappelijk                               |                                                 |                                                 |
| 68                                              | 24 september 2022                               | Noord-Ierland – Kosovo                          | 2 – 1                                           | Nations League 2022/23                          |                                                 |                                                 |
| 69                                              | 27 september 2022                               | Griekenland – Noord-Ierland                     | 3 – 1                                           | Nations League 2022/23                          |                                                 |                                                 |
| 70                                              | 23 maart 2023                                   | San Marino – Noord-Ierland                      | 0 – 2                                           | EK 2024 kwalificatie                            |                                                 |                                                 |
| 71                                              | 26 maart 2023                                   | Noord-Ierland – Finland                         | 0 – 1                                           | EK 2024 kwalificatie                            |                                                 |                                                 |
| 72                                              | 7 september 2023                                | Slovenië – Noord-Ierland                        | 4 – 2                                           | EK 2024 kwalificatie                            |                                                 |                                                 |
| 73                                              | 10 september 2023                               | Kazachstan – Noord-Ierland                      | 1 – 0                                           | EK 2024 kwalificatie                            |                                                 |                                                 |
| 74                                              | 14 oktober 2023                                 | Noord-Ierland – San Marino                      | 3 – 0                                           | EK 2024 kwalificatie                            | 11'                                             |                                                 |
| 75                                              | 17 oktober 2023                                 | Noord-Ierland – Slovenië                        | 0 – 1                                           | EK 2024 kwalificatie                            |                                                 |                                                 |
| 76                                              | 17 november 2023                                | Finland – Noord-Ierland                         | 4 – 0                                           | EK 2024 kwalificatie                            |                                                 |                                                 |
| 77                                              | 22 maart 2024                                   | Roemenië – Noord-Ierland                        | 1 – 1                                           | Vriendschappelijk                               |                                                 |                                                 |
| 78                                              | 26 maart 2024                                   | Schotland – Noord-Ierland                       | 0 – 1                                           | Vriendschappelijk                               |                                                 |                                                 |
| 79                                              | 11 juni 2024                                    | Noord-Ierland – Andorra                         | 2 – 0                                           | Vriendschappelijk                               |                                                 |                                                 |
| Als speler bij Exeter City                      |                                                 |                                                 |                                                 |                                                 |                                                 |                                                 |
| 80                                              | 5 september 2024                                | Noord-Ierland – Luxemburg                       | 2 – 0                                           | Nations League 2024/25                          |                                                 |                                                 |
| 81                                              | 15 oktober 2024                                 | Noord-Ierland – Bulgarije                       | 5 – 0                                           | Nations League 2024/25                          | 89'                                             |                                                 |
| 82                                              | 15 november 2024                                | Noord-Ierland – Wit-Rusland                     | 2 – 0                                           | Nations League 2024/25                          |                                                 |                                                 |

Bijgewerkt op 8 mei 2025.

## Erelijst
| Competitie     |           |           |           |           |
| Competitie     | Aantal    | Jaren     |           |           |
| Hull City      | Hull City | Hull City | Hull City | Hull City |
| -------------- | --------- | --------- | --------- | --------- |
| League One     | 1         | 2020/21   |           |           |
| Wigan Athletic |           |           |           |           |
| League One     | 1         | 2021/22   |           |           |